# Hassan Chaito
Hassan Ali Chaito (tiếng Ả Rập: حسن شعيتو, sinh ngày 20 tháng 3 năm 1989), còn được biết đến với tên Moni, là một cầu thủ bóng đá người Liban chơi ở vị trí tiền vệ tấn công cho câu lạc bộ Al-Ansar tại Giải vô địch quốc gia Liban và đội tuyển quốc gia Liban.

## Sự nghiệp thi đấu quốc tế
Hassan Chaito đã có hai bàn thắng tại Vòng loại Cúp bóng đá châu Á 2015, tất cả được ghi trong trận thắng 5 – 2 trước Thái Lan vào ngày 22 tháng 3 năm 2013. Anh còn ghi bàn vào lưới Iraq trong một trận giao hữu năm 2013, mà trận đấu kết thúc với tỷ số hoà một đều. Gần đây nhất, Chaito ghi hai bàn trong trận đại thắng đội tuyển Lào 7 – 0 vào ngày 12 tháng 11 năm 2015 trong khuôn khổ Vòng loại Giải bóng đá vô địch thế giới (FIFA World Cup) 2018, đó cũng là trận thắng đậm nhất trong lịch sử đội tuyển bóng đá quốc gia Liban.

### Bàn thắng quốc tế
| #  | Ngày                 | Địa điểm                           | Đối thủ  | Kết quả khi ghi bàn và kết quả chung cuộc | Kết quả thắng thua | Trận đấu                 |
| -- | -------------------- | ---------------------------------- | -------- | ----------------------------------------- | ------------------ | ------------------------ |
| 1. | 22 tháng 3 năm 2013  | Beirut, Liban                      | Thái Lan | 1–0 (5–2)                                 | Thắng              | Vòng loại Asian Cup 2015 |
| 2. | 22 tháng 3 năm 2013  | Beirut, Liban                      | Thái Lan | 2–0 (5–2)                                 | Thắng              | Vòng loại Asian Cup 2015 |
| 3. | 8 tháng 10 năm 2013  | Beirut, Liban                      | Iraq     | 1–0 (1–1)                                 | Hòa                | Giao hữu                 |
| 4. | 12 tháng 11 năm 2015 | Sidon, Liban                       | Lào      | 3–0 (7–0)                                 | Thắng              | Vòng loại World Cup 2018 |
| 5. | 12 tháng 11 năm 2015 | Sidon, Liban                       | Lào      | 7–0 (7–0)                                 | Thắng              | Vòng loại World Cup 2018 |
| 6. | 2 tháng 9 năm 2019   | Karbala Sports City, Karbala, Iraq | Syria    | 2–1 (2–1)                                 | Thắng              | WAFF Championship 2019   |